# Ливица (приток Березайки)
Ливица — река в России, протекает в Валдайском районе Новгородской области и Бологовском районе, Тверской области. Река вытекает из озера Рядчинское и течёт на юго-восток. Река впадает в озеро Михайловское, через которое протекает река Березайка в 117 км от устья. Длина реки составляет 12 км.

## Данные водного реестра
По данным государственного водного реестра России относится к Балтийскому бассейновому округу, водохозяйственный участок реки — Мста без реки Шлина от истока до Вышневолоцкого г/у, речной подбассейн реки — Волхов. Относится к речному бассейну реки Нева (включая бассейны рек Онежского и Ладожского озера).
Код объекта в государственном водном реестре — 01040200212102000020254.